# 1981-es Le Mans-i 24 órás verseny
A 49. Le Mans-i 24 órás versenyt 1981. június 13. és június 14. között rendezték meg.

## Végeredmény
| Helyezés | Kategória | #  | Csapat                                    | Versenyző                                                   | Modell                             | Gumi | Körök |
| Helyezés | Kategória | #  | Csapat                                    | Versenyző                                                   | Motor                              | Gumi | Körök |
| -------- | --------- | -- | ----------------------------------------- | ----------------------------------------------------------- | ---------------------------------- | ---- | ----- |
| 1        | S +2.0    | 11 | Porsche System                            | Jacky Ickx Derek Bell                                       | Porsche 936                        | D    | 354   |
| 1        | S +2.0    | 11 | Porsche System                            | Jacky Ickx Derek Bell                                       | Porsche Type-935 2.6L Turbo Flat-6 | D    | 354   |
| 2        | GTP 3.0   | 8  | Jean Rondeau                              | Jacky Haran Jean-Louis Schlesser Philippe Streiff           | Rondeau M379                       | G    | 340   |
| 2        | GTP 3.0   | 8  | Jean Rondeau                              | Jacky Haran Jean-Louis Schlesser Philippe Streiff           | Ford Cosworth DFV 3.0L V8          | G    | 340   |
| 3        | GTP 3.0   | 7  | Otis Jean Rondeau                         | Gordon Spice François Migault                               | Rondeau M379                       | G    | 335   |
| 3        | GTP 3.0   | 7  | Otis Jean Rondeau                         | Gordon Spice François Migault                               | Ford Cosworth DFV 3.0L V8          | G    | 335   |
| 4        | Gr.5      | 55 | Claude Bourgoignie Charles Ivey Racing    | Claude Bourgoignie John Cooper Dudley Wood                  | Porsche 935 K3                     | D    | 330   |
| 4        | Gr.5      | 55 | Claude Bourgoignie Charles Ivey Racing    | Claude Bourgoignie John Cooper Dudley Wood                  | Porsche Type-935 3.1L Turbo Flat-6 | D    | 330   |
| 5        | IMSA GTX  | 47 | Charles Pozzi S.A.                        | Jean-Claude Andruet Claude Ballot-Léna Hervé Regout         | Ferrari 512BB/LM                   | M    | 328   |
| 5        | IMSA GTX  | 47 | Charles Pozzi S.A.                        | Jean-Claude Andruet Claude Ballot-Léna Hervé Regout         | Ferrari 4.9L Flat-12               | M    | 328   |
| 6        | IMSA GTX  | 42 | Cooke-Woods Racing                        | Anny-Charlotte Verney Bob Garretson Ralph Kent-Cooke        | Porsche 935 K3                     | G    | 327   |
| 6        | IMSA GTX  | 42 | Cooke-Woods Racing                        | Anny-Charlotte Verney Bob Garretson Ralph Kent-Cooke        | Porsche Type-935 3.2L Turbo Flat-6 | G    | 327   |
| 7        | GTP +3.0  | 1  | Porsche System                            | Jürgen Barth Walter Röhrl                                   | Porsche 944 LM                     | D    | 323   |
| 7        | GTP +3.0  | 1  | Porsche System                            | Jürgen Barth Walter Röhrl                                   | Porsche 2.5L Turbo I4              | D    | 323   |
| 8        | Gr.5      | 65 | Martini Racing                            | Michele Alboreto Eddie Cheever Carlo Facetti                | Lancia Beta Monte Carlo            | P    | 322   |
| 8        | Gr.5      | 65 | Martini Racing                            | Michele Alboreto Eddie Cheever Carlo Facetti                | Lancia 1.4L Turbo I4               | P    | 322   |
| 9        | IMSA GTX  | 46 | Rennod Racing                             | Pierre Dieudonné Jean Xhenceval Jean-Paul Libert            | Ferrari 512BB/LM                   | G    | 320   |
| 9        | IMSA GTX  | 46 | Rennod Racing                             | Pierre Dieudonné Jean Xhenceval Jean-Paul Libert            | Ferrari 4.9L Flat-12               | G    | 320   |
| 10       | Gr.5      | 60 | Vegla Racing Team                         | Dieter Schornstein Harald Grohs Götz von Tschirnhaus        | Porsche 935J                       | D    | 320   |
| 10       | Gr.5      | 60 | Vegla Racing Team                         | Dieter Schornstein Harald Grohs Götz von Tschirnhaus        | Porsche Type-935 3.0L Turbo Flat-6 | D    | 320   |
| 11       | IMSA GTO  | 36 | Porsche System                            | Manfred Schurti Andy Rouse                                  | Porsche 924 Carrera GTR            | D    | 315   |
| 11       | IMSA GTO  | 36 | Porsche System                            | Manfred Schurti Andy Rouse                                  | Porsche 2.0L Turbo I4              | D    | 315   |
| 12       | S +2.0    | 12 | Porsche System                            | Jochen Mass Vern Schuppan Hurley Haywood                    | Porsche 936                        | D    | 312   |
| 12       | S +2.0    | 12 | Porsche System                            | Jochen Mass Vern Schuppan Hurley Haywood                    | Porsche Type-935 2.6L Turbo Flat-6 | D    | 312   |
| 13       | GTP +3.0  | 4  | WM A.E.R.E.M.                             | Denis Moran Charles Mendez Xavier Mathiot                   | WM P79/80                          | M    | 307   |
| 13       | GTP +3.0  | 4  | WM A.E.R.E.M.                             | Denis Moran Charles Mendez Xavier Mathiot                   | Peugeot PRV 2.7L Turbo V6          | M    | 307   |
| 14       | Gr.5      | 68 | Jolly Club                                | Martino Finotto Giorgio Pianta Giorgio Schön                | Lancia Beta Monte Carlo            | P    | 292   |
| 14       | Gr.5      | 68 | Jolly Club                                | Martino Finotto Giorgio Pianta Giorgio Schön                | Lancia 1.4L Turbo I4               | P    | 292   |
| 15       | S +2.0    | 18 | Team Lola                                 | Emilio de Villota Guy Edwards Juan Fernández                | Lola T600                          | G    | 287   |
| 15       | S +2.0    | 18 | Team Lola                                 | Emilio de Villota Guy Edwards Juan Fernández                | Ford Cosworth DFL 3.3L V8          | G    | 287   |
| 16       | Gr.5      | 51 | BMW Italia BMW France                     | Philippe Alliot Bernard Darniche Johnny Cecotto             | BMW M1 Gr.5                        | D    | 277   |
| 16       | Gr.5      | 51 | BMW Italia BMW France                     | Philippe Alliot Bernard Darniche Johnny Cecotto             | BMW M88 3.5L I6                    | D    | 277   |
| 17       | GT        | 70 | Thierry Perrier                           | Thierry Perrier Valentin Bertapelle Bernard Salam           | Porsche 934                        | M    | 274   |
| 17       | GT        | 70 | Thierry Perrier                           | Thierry Perrier Valentin Bertapelle Bernard Salam           | Porsche 2.9L Turbo Flat-6          | M    | 274   |
| 18       | S 2.0     | 31 | Jean-Philippe Grand                       | Jean-Philippe Grand Yves Courage                            | Lola T298                          | G    | 272   |
| 18       | S 2.0     | 31 | Jean-Philippe Grand                       | Jean-Philippe Grand Yves Courage                            | BMW 2.0L I4                        | G    | 272   |
| 19 NC    | S 2.0     | 33 | Compagnie Primagaz                        | Pierre Yver Michel Dubois Jacques Heuclin                   | Lola T298                          | G    | 203   |
| 19 NC    | S 2.0     | 33 | Compagnie Primagaz                        | Pierre Yver Michel Dubois Jacques Heuclin                   | BMW 2.0L I4                        | G    | 203   |
| 20 NC    | S 2.0     | 32 | Écurie Renard-Delmas                      | Louis Descartes Hervé Bayard                                | Renard-Delmas D1                   | G    | 187   |
| 20 NC    | S 2.0     | 32 | Écurie Renard-Delmas                      | Louis Descartes Hervé Bayard                                | ROC-Simca 2.0L I4                  | G    | 187   |
| 21 DNF   | IMSA GTX  | 43 | Bob Akin Motor Racing                     | Bob Akin Paul Miller Craig Siebert                          | Porsche 935 K3                     | G    | 320   |
| 21 DNF   | IMSA GTX  | 43 | Bob Akin Motor Racing                     | Bob Akin Paul Miller Craig Siebert                          | Porsche Type-935 3.0L Turbo Flat-6 | G    | 320   |
| 22 DNF   | Gr.5      | 57 | Claude Haldi Charles Ivey Racing          | Claude Haldi Mark Thatcher Hervé Poulain                    | Porsche 935                        | D    | 260   |
| 22 DNF   | Gr.5      | 57 | Claude Haldi Charles Ivey Racing          | Claude Haldi Mark Thatcher Hervé Poulain                    | Porsche Type-935 3.0L Turbo Flat-6 | D    | 260   |
| 23 DNF   | IMSA GTX  | 49 | NART                                      | Alain Cudini Philippe Gurdjian John Morton                  | Ferrari 512BB/LM                   | M    | 247   |
| 23 DNF   | IMSA GTX  | 49 | NART                                      | Alain Cudini Philippe Gurdjian John Morton                  | Ferrari 4.9L Flat-12               | M    | 247   |
| 24 DNF   | Gr.5      | 53 | EMKA Productions Limited                  | David Hobbs Eddie Jordan Steve O'Rourke                     | BMW M1 Gr.5                        | D    | 236   |
| 24 DNF   | Gr.5      | 53 | EMKA Productions Limited                  | David Hobbs Eddie Jordan Steve O'Rourke                     | BMW M88 3.5L I6                    | D    | 236   |
| 25 DNF   | GT        | 72 | BMW Zol'Auto                              | Jean-François Rousselot François Sérvanin Laurent Ferrier   | BMW M1                             | D    | 212   |
| 25 DNF   | GT        | 72 | BMW Zol'Auto                              | Jean-François Rousselot François Sérvanin Laurent Ferrier   | BMW M88 3.5L I6                    | D    | 212   |
| 26 DNF   | S +2.0    | 20 | Alain de Cadenet Belga                    | Alain de Cadenet Jean-Michel Martin Philippe Martin         | De Cadenet-Lola LM                 | D    | 210   |
| 26 DNF   | S +2.0    | 20 | Alain de Cadenet Belga                    | Alain de Cadenet Jean-Michel Martin Philippe Martin         | Ford Cosworth DFV 3.0L V8          | D    | 210   |
| 27 DNF   | Gr.5      | 52 | Würth-Lubrifilm Team Sauber               | Dieter Quester Marc Surer David Deacon                      | BMW M1 Gr.5                        | D    | 207   |
| 27 DNF   | Gr.5      | 52 | Würth-Lubrifilm Team Sauber               | Dieter Quester Marc Surer David Deacon                      | BMW M88 3.5L I6                    | D    | 207   |
| 28 DNF   | Gr.5      | 66 | Martini Racing                            | Riccardo Patrese Hans Heyer Piercarlo Ghinzani              | Lancia Beta Monte Carlo            | P    | 186   |
| 28 DNF   | Gr.5      | 66 | Martini Racing                            | Riccardo Patrese Hans Heyer Piercarlo Ghinzani              | Lancia 1.4L Turbo I4               | P    | 186   |
| 29 DNF   | S +2.0    | 21 | Alain de Cadenet Dorset Racing Associates | Martin Birrane Nick Faure Vivian Candy                      | De Cadenet-Lola LM                 | D    | 171   |
| 29 DNF   | S +2.0    | 21 | Alain de Cadenet Dorset Racing Associates | Martin Birrane Nick Faure Vivian Candy                      | Ford Cosworth DFV 3.0L V8          | D    | 171   |
| 30 DNF   | S +2.0    | 23 | Dome Co. Ltd.                             | Chris Craft Bob Evans                                       | Dome RL81                          | D    | 154   |
| 30 DNF   | S +2.0    | 23 | Dome Co. Ltd.                             | Chris Craft Bob Evans                                       | Ford Cosworth DFV 3.0L V8          | D    | 154   |
| 31 DNF   | IMSA GTX  | 40 | Joest Racing                              | Maurizio de Narvaez Kenper Miller Günther Steckkönig        | Porsche 935J                       | D    | 152   |
| 31 DNF   | IMSA GTX  | 40 | Joest Racing                              | Maurizio de Narvaez Kenper Miller Günther Steckkönig        | Porsche Type-935 2.8L Turbo Flat-6 | D    | 152   |
| 32 DNF   | IMSA GTX  | 48 | Simon Phillips                            | Simon Phillips Mike Salmon Steve Earle                      | Ferrari 512BB/LM                   | M    | 140   |
| 32 DNF   | IMSA GTX  | 48 | Simon Phillips                            | Simon Phillips Mike Salmon Steve Earle                      | Ferrari 4.9L Flat-12               | M    | 140   |
| 33 DNF   | IMSA GTX  | 45 | Scuderia Supercar Bellancauto SRL         | Fabrizio Violati Maurizio Flammini Duilio Truffo            | Ferrari 512BB/LM                   | M    | 118   |
| 33 DNF   | IMSA GTX  | 45 | Scuderia Supercar Bellancauto SRL         | Fabrizio Violati Maurizio Flammini Duilio Truffo            | Ferrari 4.9L Flat-12               | M    | 118   |
| 34 DNF   | S +2.0    | 22 | André Chevalley Racing                    | Patrick Gaillard André Chevalley Bruno Sotty                | ACR 80B                            | G    | 114   |
| 34 DNF   | S +2.0    | 22 | André Chevalley Racing                    | Patrick Gaillard André Chevalley Bruno Sotty                | Ford Cosworth DFV 3.0L V8          | G    | 114   |
| 35 DNF   | IMSA GTO  | 37 | Mazdaspeed Co. Ltd.                       | Tetsu Ikuzawa Tom Walkinshaw Peter Lovett                   | Mazda RX-7                         | D    | 107   |
| 35 DNF   | IMSA GTO  | 37 | Mazdaspeed Co. Ltd.                       | Tetsu Ikuzawa Tom Walkinshaw Peter Lovett                   | Mazda 13B 1.3L 2-Rotor             | D    | 107   |
| 36 DNF   | S 2.0     | 30 | Jean-Marie Lemerle                        | Jean-Marie Lemerle Max Cohen-Olivar Alain Levié             | Lola T298                          | G    | 104   |
| 36 DNF   | S 2.0     | 30 | Jean-Marie Lemerle                        | Jean-Marie Lemerle Max Cohen-Olivar Alain Levié             | BMW 2.0L I4                        | G    | 104   |
| 37 DNF   | S +2.0    | 27 | Ian Bracey                                | Tiff Needell Tony Trimmer                                   | Ibec-Hesketh 308LM                 | D    | 95    |
| 37 DNF   | S +2.0    | 27 | Ian Bracey                                | Tiff Needell Tony Trimmer                                   | Ford Cosworth DFV 3.0L V8          | D    | 95    |
| 38 DNF   | S +2.0    | 10 | Porsche Kremer Racing                     | Bob Wollek Xavier Lapeyre Guy Chasseuil                     | Porsche 917K/81                    | D    | 82    |
| 38 DNF   | S +2.0    | 10 | Porsche Kremer Racing                     | Bob Wollek Xavier Lapeyre Guy Chasseuil                     | Porsche 4.9L Flat-12               | D    | 82    |
| 39 DNF   | S +2.0    | 14 | Joest Racing                              | Reinhold Joest Dale Whittington Klaus Niedzwiedz            | Porsche 908/80                     | D    | 80    |
| 39 DNF   | S +2.0    | 14 | Joest Racing                              | Reinhold Joest Dale Whittington Klaus Niedzwiedz            | Porsche 2.1L Turbo Flat-6          | D    | 80    |
| 40 DNF   | S +2.0    | 24 | Otis Jean Rondeau                         | Jean Rondeau Jean-Pierre Jaussaud                           | Rondeau M379                       | G    | 58    |
| 40 DNF   | S +2.0    | 24 | Otis Jean Rondeau                         | Jean Rondeau Jean-Pierre Jaussaud                           | Ford Cosworth DFL 3.3L V8          | G    | 58    |
| 41 DNF   | Gr.5      | 59 | Porsche Kremer Racing                     | Ted Field Bill Whittington Don Whittington                  | Porsche 935 K3                     | G    | 57    |
| 41 DNF   | Gr.5      | 59 | Porsche Kremer Racing                     | Ted Field Bill Whittington Don Whittington                  | Porsche Type-935 3.2L Turbo Flat-6 | G    | 57    |
| 42 DNF   | IMSA GTX  | 50 | BASF Cassetten Team GS Sport              | Hans Joachim Stuck Jean-Pierre Jarier Helmut Henzler        | BMW M1 Gr.5                        | D    | 57    |
| 42 DNF   | IMSA GTX  | 50 | BASF Cassetten Team GS Sport              | Hans Joachim Stuck Jean-Pierre Jarier Helmut Henzler        | BMW M88 3.5L I6                    | D    | 57    |
| 43 DNF   | C         | 83 | WM A.E.R.E.M.                             | Jean-Daniel Raulet Marcel Mamers                            | WM P81                             | M    | 50    |
| 43 DNF   | C         | 83 | WM A.E.R.E.M.                             | Jean-Daniel Raulet Marcel Mamers                            | Peugeot PRV 2.7L Turbo V6          | M    | 50    |
| 44 DNF   | Gr.5      | 69 | Tuff-Kote Dinol Racing                    | Jan Lundgårdh Axel Plankenhorn Mike Wilds                   | Porsche 935 L1 "Baby"              | D    | 49    |
| 44 DNF   | Gr.5      | 69 | Tuff-Kote Dinol Racing                    | Jan Lundgårdh Axel Plankenhorn Mike Wilds                   | Porsche 1.4L Turbo Flat-6          | D    | 49    |
| 45 DNF   | GT        | 71 | Helmut Marko RSM                          | Christian Danner Peter Oberndofer Prince Leopold von Bayern | BMW M1                             | D    | 49    |
| 45 DNF   | GT        | 71 | Helmut Marko RSM                          | Christian Danner Peter Oberndofer Prince Leopold von Bayern | BMW M88 3.5L I6                    | D    | 49    |
| 46 DNF   | Gr.5      | 61 | Weralit Racing Team                       | Edgar Dören Jürgen Lässig Gerhard Holup                     | Porsche 935 K3                     | D    | 48    |
| 46 DNF   | Gr.5      | 61 | Weralit Racing Team                       | Edgar Dören Jürgen Lässig Gerhard Holup                     | Porsche Type-935 3.0L Turbo Flat-6 | D    | 48    |
| 47 DNF   | Gr.5      | 67 | Martini Racing                            | Beppe Gabbiani Emanuele Pirro                               | Lancia Beta Monte Carlo            | P    | 47    |
| 47 DNF   | Gr.5      | 67 | Martini Racing                            | Beppe Gabbiani Emanuele Pirro                               | Lancia 1.4L Turbo I4               | P    | 47    |
| 48 DNF   | GTP +3.0  | 5  | WM A.E.R.E.M.                             | Guy Fréquelin Roger Dorchy Xavier Mathiot                   | WM P79/80                          | M    | 46    |
| 48 DNF   | GTP +3.0  | 5  | WM A.E.R.E.M.                             | Guy Fréquelin Roger Dorchy Xavier Mathiot                   | Peugeot PRV 2.7L Turbo V6          | M    | 46    |
| 49 DNF   | IMSA GTX  | 41 | Preston Henn Racing                       | Preston Henn Michael Chandler Marcel Mignot                 | Porsche 935 K3                     | D    | 45    |
| 49 DNF   | IMSA GTX  | 41 | Preston Henn Racing                       | Preston Henn Michael Chandler Marcel Mignot                 | Porsche Type-935 3.0L Turbo Flat-6 | D    | 45    |
| 50 DNF   | S +2.0    | 26 | Oceanic Jean Rondeau                      | Henri Pescarolo Patrick Tambay                              | Rondeau M379                       | G    | 41    |
| 50 DNF   | S +2.0    | 26 | Oceanic Jean Rondeau                      | Henri Pescarolo Patrick Tambay                              | Ford Cosworth DFL 3.3L V8          | G    | 41    |
| 51 DNF   | GT        | 73 | Eminence Racing Team                      | Jean-Marie Alméras Jacques Alméras                          | Porsche 924 Carrera GTR            | M    | 30    |
| 51 DNF   | GT        | 73 | Eminence Racing Team                      | Jean-Marie Alméras Jacques Alméras                          | Porsche 2.0L Turbo I4              | M    | 30    |
| 52 DNF   | S +2.0    | 25 | Calberson Jean Rondeau                    | Jean Ragnotti Jean-Louis Lafosse                            | Rondeau M379                       | G    | 28    |
| 52 DNF   | S +2.0    | 25 | Calberson Jean Rondeau                    | Jean Ragnotti Jean-Louis Lafosse                            | Ford Cosworth DFV 3.0L V8          | G    | 28    |
| 53 DNF   | IMSA GTO  | 38 | Mazdaspeed Co. Ltd.                       | Yojiro Terada Fusida Hirosi Win Percy                       | Mazda RX-7                         | D    | 25    |
| 53 DNF   | IMSA GTO  | 38 | Mazdaspeed Co. Ltd.                       | Yojiro Terada Fusida Hirosi Win Percy                       | Mazda 13B 1.3L 2-Rotor             | D    | 25    |
| 54 DNF   | C         | 82 | WM A.E.R.E.M.                             | Thierry Boutsen Serge Saulnier Michel Pignard               | WM P81                             | M    | 15    |
| 54 DNF   | C         | 82 | WM A.E.R.E.M.                             | Thierry Boutsen Serge Saulnier Michel Pignard               | Peugeot PRV 2.7L Turbo V6          | M    | 15    |
| 55 DNF   | IMSA GTO  | 35 | Stratagraph Inc.                          | Cale Yarborough Billy Hagan Bill Cooper                     | Chevrolet Camaro                   | G    | 13    |
| 55 DNF   | IMSA GTO  | 35 | Stratagraph Inc.                          | Cale Yarborough Billy Hagan Bill Cooper                     | Chevrolet 6.4L V8                  | G    | 13    |